# بيتر واتسون (مؤرخ)
بيتر واتسون (بالإنجليزية: Peter Watson)‏ هو كاتب ومؤرخ وصحفي ومؤلف بريطاني، ولد في 23 أبريل 1943.